# Lutila
Lutila es un municipio del distrito de Žiar nad Hronom en la región de Banská Bystrica, Eslovaquia, con una población estimada a final del año 2024 de 1382 habitantes.
Se encuentra ubicado al noroeste de la región, en el valle del río Hron —un afluente izquierdo del Danubio— y cerca de la frontera con las regiones de Nitra y Trenčín.

## Demografía
| Año        | 1994 | 2004     | 2014    | 2024    |
| ---------- | ---- | -------- | ------- | ------- |
| Población  | 1135 | 1332     | 1324    | 1382    |
| Diferencia |      | +17,35 % | −0,60 % | +4,38 % |

| Año        | 2023 | 2024    |
| ---------- | ---- | ------- |
| Población  | 1377 | 1382    |
| Diferencia |      | +0,36 % |